# Észak-Rajna-Vesztfália
Észak-Rajna-Vesztfália (németül: Nordrhein-Westfalen, rövidítése NRW, pfalzi nyelven: Nordrhoi-Weschdfaale) Németország egyik szövetségi tartománya az ország nyugati részén. Az ország legnagyobb gazdaságú és legnépesebb tartománya, ahol jelentős ipari központok, például a Ruhr-vidék találhatók. Fontos szerepet játszik az ország politikai, kulturális és gazdasági életében, és kulcsszerepet tölt be az energia- és technológiai ágazatokban. 34 110 km²-es területével Németország negyedik legnagyobb tartománya, ezzel az ország területének mintegy 8,25%-át fedi le. Közel 17,8 millió fős lakosságával pedig a szövetség legnépesebb tagja, ezzel az ország népességének 20%-ával rendelkezik. Népsűrűsége bőven az országos átlag alatt van.
Nyugatról Hollandia és Belgium, északról Alsó-Szászország, keletről Hessen, délről pedig Rajna-vidék-Pfalz határolja. Székhelye a "Modestadt" becenéven is gyakran nevezett Düsseldorf, amely a divatiparáról, a Königsallee luxus bevásárlóutcájáról és mint Németország egyik üzleti, pénzügyi és kulturális központja ismert. Emellett jelentős szerepet játszik a nemzetközi vásárok, különösen a divat- és technológiai kiállítások megrendezésében. De nevezetesebb települései közé tartozik Köln, amely a tartomány legnagyobb városa, híres a dómjáról és kulturális életéről, Dortmund, amely a Ruhr-vidék egyik legnagyobb városa, ipari múltja mellett ma technológiai és logisztikai központ, illetve Aachen, a Frank Birodalom egykori központja és koronázási helyszíne.
Nyugat-Németországban fekszik, határos Hollandiával és Belgiummal. Területe változatos: nyugaton alföldek, keleten dombos és hegyvidékes területek találhatók. A Rajna folyó átszeli a tartományt, fontos közlekedési és gazdasági tengely. A Ruhr-vidék sűrűn lakott ipari térség, több nagyváros összenövésével. A nyugati határnál található az Eifel-vidék, ami vulkanikus eredetű hegyvidék. A déli részen a Siegerland és a Bergisches Land dombvidékei húzódnak. Éghajlata mérsékelt óceáni, enyhe telekkel és csapadékos nyarakkal. A tartomány természeti parkjai, mint a Teutoburgi-erdő, fontos kirándulóhelyek.
Történelme sokrétű és több kultúra örökségét hordozza. A római korban már fontos települések alakultak ki, például Köln és Bonn. A középkorban Aachen császárvárosként jelentős szerepet töltött be a Frank Birodalomban. A régió számos fejedelemségre és egyházi területre tagolódott a Német-római Birodalom idején. A 19. században a Porosz Királyság része lett, a Ruhr-vidék pedig gyors iparosodása megkezdődött. A II. világháború után fontos újjáépítési központ lett, és 1946-ban hivatalosan megalapították a tartományt. A tartományt a brit megszállási övezetben hozták létre Vesztfália, Észak-Rajna és Lippe területeiből. A Ruhr-vidék egykor a szénbányászatról és acéliparáról volt híres, ám az 1960-as évektől kezdve szerkezeti átalakulás kezdődött. A szén- és acélipar hanyatlása után a Ruhr-vidék még mindig kulcsfontosságú az iparban és egyike Németország tudományos központjainak.

## Nevének eredete
Észak-Rajna–Vesztfália neve két történelmi régió nevéből ered:
1. Rajna: A Rajna folyó, amely a tartományt átszeli, fontos szerepet játszott a terület földrajzi és gazdasági fejlődésében. A „Rajna” a német „Rhein” szóból származik, és a folyó menti régiókra utal.
2. Vesztfália (Westfalen): A „Vesztfália” név a középkori „Westphalia” terület nevéből származik, amely „nyugati területet” vagy „nyugati vidéket” jelent. A szó a középkori német „west” (nyugat) és „falen” (vidék, terület) szavakból tevődik össze. A „Vesztfália” eredetileg egy nyugati frank földrajzi egység volt, amely a középkori Német-római Birodalom részeként alakult ki.

## Földrajz
Észak-Rajna-Vesztfália igen változatos, természeti szépségekben rendkívül gazdag, a Ruhr-vidéket öleli körül. Területén a Német-középhegyvidék jelentős vonulatai húzódnak keresztül:
- Délen a Rajnai-palahegység, a folyó bal partján a Nordeifel (északi Eifel) vonulattal, jobb partján a Rothaar-hegységgel (Rothaar-Gebirge), melynek legmagasabb csúcsa a 841 méter magasságú Kahle Asten, amely egyben a tartomány legmagasabb pontja.
- Keleten a Weser-hegyvidék (Weserbergland) vonulatai tartoznak hozzá, többek között a Teutonburgi-erdő (Teutonburger Wald) és a Wiehen-hegység (Wiehengebirge).

E hegyi tájaktól északra az Észeknémet-síkság terül el, melynek egyes részei, mint például a Kölni- és a Münsteri-öblözet mélyen benyúlnak a hegyek közé.
A vizekben is gazdag tartományon három nagy folyó folyik keresztül: a Rajna, a Maas és a Weser. E jelentős vízfolyásokat csatornarendszer köti össze egymással, valamint az Elbával és az Oderával.
A folyókon számos völgyzárógátat és mesterséges tavat is létrehoztak. Szerepük nemcsak a víztartalékolás és az erőművek révén az áramfejlesztés, legtöbbjük egyben kedvelt kirándulóhely is.

## Története
Észak-Rajna-Vesztfáliát a brit katonai közigazgatás hozta létre 1946. augusztus 23-án a megszüntetett Poroszország egyes részeiből, Vesztfália tartományból és a Rajnai tartomány északi részéből. 1947. január 21-én az apró Lippe államot is beolvasztották. Észak-Rajna-Vesztfália alkotmányát népszavazás hagyta jóvá.

Járási jogú város
Nagy város
Közepes város
Város
Község

Észak-Rajna-Vesztfália kerületekre (Bezirke), járásokra (Landkreise), járási jogú városokra (kreisfreie Städte) és községekre (Gemeinden) tagolódik.

## A kerületek listája
| Kerület    | Főváros    | Terület (km²) | Lakosság (fő, 2020) | Népsűrűség (fő/km², 2020) |  |
| ---------- | ---------- | ------------- | ------------------- | ------------------------- |  |
| Arnsberg   | Arnsberg   | 8012,39       | 3 571 053           | 446                       |  |
| Detmold    | Detmold    | 6525,25       | 2 054 178           | 315                       |  |
| Düsseldorf | Düsseldorf | 5292,34       | 5 200 090           | 983                       |  |
| Köln       | Köln       | 7364,04       | 4 475 530           | 608                       |  |
| Münster    | Münster    | 6918,33       | 2 624 719           | 379                       |  |

## A járások listája

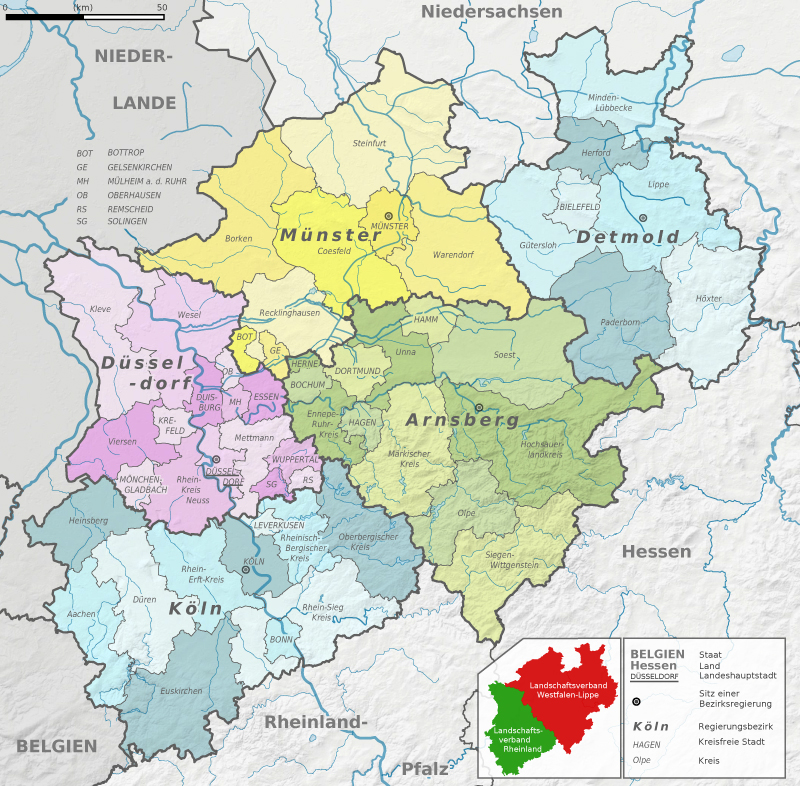
Járások

| Kód   | Járás                                   | Kerület    | Székhely          | Terület (km²) |
| ----- | --------------------------------------- | ---------- | ----------------- | ------------- |
| 05334 | Städteregion Aachen                     | Köln       | Aachen            | 0707,15       |
| 05558 | Coesfeld                                | Münster    | Coesfeld          | 1110,20       |
| 05358 | Düren                                   | Köln       | Düren             | 0941,39       |
| 05954 | Ennepe-Ruhr járás                       | Arnsberg   | Schwelm           | 0408,31       |
| 05366 | Euskirchen                              | Köln       | Euskirchen        | 1248,86       |
| 05754 | Gütersloh                               | Detmold    | Gütersloh         | 0967,13       |
| 05370 | Heinsberg                               | Köln       | Heinsberg         | 0628,01       |
| 05758 | Herford                                 | Detmold    | Herford           | 0450,06       |
| 05958 | Hochsauerlandkreis                      | Arnsberg   | Meschede          | 1959,20       |
| 05762 | Höxter                                  | Detmold    | Höxter            | 1199,96       |
| 05154 | Kleve                                   | Düsseldorf | Kleve             | 1232,10       |
| 05766 | Lippe                                   | Detmold    | Detmold           | 1246,29       |
| 05962 | Marki járás (Märkischer Kreis)          | Arnsberg   | Lüdenscheid       | 1058,99       |
| 05158 | Mettmann                                | Düsseldorf | Mettmann          | 0407,09       |
| 05770 | Minden-Lübbecke                         | Detmold    | Minden            | 1152,22       |
| 05374 | Felsőbergi járás (Oberbergischer Kreis) | Köln       | Gummersbach       | 0918,54       |
| 05966 | Olpe                                    | Arnsberg   | Olpe              | 0710,81       |
| 05774 | Paderborn                               | Detmold    | Paderborn         | 1245,94       |
| 05562 | Recklinghausen                          | Münster    | Recklinghausen    | 0760,36       |
| 05362 | Rhein-Erft járás                        | Köln       | Bergheim          | 0704,54       |
| 05378 | Rheinisch-Bergischer járás              | Köln       | Bergisch Gladbach | 0437,49       |
| 05162 | Rhein-Kreis Neuss                       | Düsseldorf | Neuss             | 0576,33       |
| 05382 | Rhein-Sieg járás                        | Köln       | Siegburg          | 1153,34       |
| 05970 | Siegen-Wittgenstein                     | Arnsberg   | Siegen            | 1131,64       |
| 05974 | Soest                                   | Arnsberg   | Soest             | 1328,27       |
| 05566 | Steinfurt                               | Münster    | Steinfurt         | 1792,61       |
| 05978 | Unna                                    | Arnsberg   | Unna              | 0542,62       |
| 05166 | Viersen                                 | Düsseldorf | Viersen           | 0563,26       |
| 05570 | Warendorf                               | Münster    | Warendorf         | 1316,80       |
| 05170 | Wesel                                   | Düsseldorf | Wesel             | 1042,50       |

### Járási jogú városok listája
| címer                                | Város               | Kerület    | rend- szám | terület (km²) | ezer lakó 1939 | ezer lakó 1950 | ezer lakó 1970 | ezer lakó 1990 | ezer lakó 2011 | nép- sűrű- ség (fő/km² 2011) | Pozíció                                                   |
| ------------------------------------ | ------------------- | ---------- | ---------- | ------------- | -------------- | -------------- | -------------- | -------------- | -------------- | ---------------------------- | --------------------------------------------------------- |
| Wappen der Stadt Aachen              | Aachen              | Köln       | AC         | 160,87        | 162,2          | 129,8          | 175,5          | 239,2          | 260,5          | 1619                         | Lage der Stadt Aachen in Nordrhein-Westfalen              |
| Wappen der Stadt Bielefeld           | Bielefeld           | Detmold    | BI         | 257,93        | 129,5          | 153,6          | 168,6          | 317,2          | 323,4          | 1254                         | Lage der Stadt Bielefeld in Nordrhein-Westfalen           |
| Wappen der Stadt Bochum              | Bochum              | Arnsberg   | BO WAT     | 145,66        | 305,5          | 289,8          | 343,8          | 395,1          | 374,0          | 2567                         | Lage der Stadt Bochum in Nordrhein-Westfalen              |
| Wappen der Stadt Bonn                | Bonn                | Köln       | BN         | 141,22        | 100,8          | 115,4          | 275,7          | 289,5          | 327,9          | 2322                         | Lage der Stadt Bonn in Nordrhein-Westfalen                |
| Wappen der Stadt Bottrop             | Bottrop             | Münster    | BOT        | 100,62        | 83,4           | 93,3           | 106,2          | 118,2          | 116,4          | 1156                         | Lage der Stadt Bottrop in Nordrhein-Westfalen             |
| Wappen der Stadt Dortmund            | Dortmund            | Arnsberg   | DO         | 280,71        | 542,3          | 507,3          | 640,6          | 597,4          | 581,0          | 2070                         | Lage der Stadt Dortmund in Nordrhein-Westfalen            |
| Wappen der Stadt Duisburg            | Duisburg            | Düsseldorf | DU         | 232,83        | 434,6          | 410,8          | 452,7          | 533,6          | 488,0          | 2096                         | Lage der Stadt Duisburg in Nordrhein-Westfalen            |
| Wappen der Stadt Düsseldorf          | Düsseldorf          | Düsseldorf | D          | 217,41        | 541,4          | 500,5          | 661,0          | 575,1          | 592,4          | 2725                         | Lage der Stadt Düsseldorf in Nordrhein-Westfalen          |
| Wappen der Stadt Essen               | Essen               | Düsseldorf | E          | 210,34        | 666,7          | 605,4          | 696,4          | 626,1          | 573,5          | 2726                         | Lage der Stadt Essen in Nordrhein-Westfalen               |
| Wappen der Stadt Gelsenkirchen       | Gelsenkirchen       | Münster    | GE         | 104,94        | 317,6          | 315,5          | 347,1          | 292,2          | 256,7          | 2446                         | Lage der Stadt Gelsenkirchen in Nordrhein-Westfalen       |
| Wappen der Stadt Hagen               | Hagen               | Arnsberg   | HA         | 160,35        | 151,8          | 146,4          | 201,0          | 213,5          | 187,4          | 1169                         | Lage der Stadt Hagen in Nordrhein-Westfalen               |
| Wappen der Stadt Hamm                | Hamm                | Arnsberg   | HAM        | 226,26        | 59,0           | 59,9           | 84,6           | 178,2          | 182,1          | 805                          | Lage der Stadt Hamm in Nordrhein-Westfalen                |
| Wappen der Stadt Herne               | Herne               | Arnsberg   | HER WAN    | 51,41         | 94,6           | 111,6          | 103,8          | 177,4          | 164,2          | 3195                         | Lage der Stadt Herne in Nordrhein-Westfalen               |
| Wappen der Stadt Köln                | Köln                | Köln       | K          | 405,17        | 772,2          | 594,9          | 849,5          | 950,2          | 1017,2         | 2510                         | Lage der Stadt Köln in Nordrhein-Westfalen                |
| Wappen der Stadt Krefeld             | Krefeld             | Düsseldorf | KR         | 137,75        | 171,0          | 171,9          | 222,7          | 242,6          | 234,4          | 1702                         | Lage der Stadt Krefeld in Nordrhein-Westfalen             |
| Wappen der Stadt Leverkusen          | Leverkusen          | Köln       | LEV        | 78,87         | 50,1           | 65,5           | 107,6          | 159,8          | 161,2          | 2044                         | Lage der Stadt Leverkusen in Nordrhein-Westfalen          |
| Wappen der Stadt Mönchengladbach     | Mönchengladbach     | Düsseldorf | MG         | 170,45        | 128,4          | 124,9          | 151,1          | 258,0          | 257,2          | 1509                         | Lage der Stadt Mönchengladbach in Nordrhein-Westfalen     |
| Wappen der Stadt Mülheim an der Ruhr | Mülheim an der Ruhr | Düsseldorf | MH         | 91,28         | 137,5          | 149,6          | 192,2          | 177,6          | 167,2          | 1831                         | Lage der Stadt Mülheim an der Ruhr in Nordrhein-Westfalen |
| Wappen der Stadt Münster             | Münster             | Münster    | MS         | 302,95        | 141,1          | 118,5          | 198,9          | 255,6          | 291,8          | 963                          | Lage der Stadt Münster in Nordrhein-Westfalen             |
| Wappen der Stadt Oberhausen          | Oberhausen          | Düsseldorf | OB         | 77,10         | 191,8          | 202,8          | 246,2          | 223,4          | 212,6          | 2757                         | Lage der Stadt Oberhausen in Nordrhein-Westfalen          |
| Wappen der Stadt Remscheid           | Remscheid           | Düsseldorf | RS         | 74,60         | 103,9          | 103,3          | 136,8          | 122,8          | 109,6          | 1469                         | Lage der Stadt Remscheid in Nordrhein-Westfalen           |
| Wappen der Stadt Solingen            | Solingen            | Düsseldorf | SG         | 89,54         | 140,5          | 147,8          | 177,1          | 164,3          | 159,7          | 1784                         | Lage der Stadt Solingen in Nordrhein-Westfalen            |
| Wappen der Stadt Wuppertal           | Wuppertal           | Düsseldorf | W          | 168,39        | 401,7          | 363,2          | 417,7          | 381,1          | 349,5          | 2075                         | Lage der Stadt Wuppertal in Nordrhein-Westfalen           |

## Népesség
| Lakosok száma | 17 572 000 | 17 932 651 | 17 890 489 |
|               | 2013       | 2018       | 2022       |

## Gazdaság
Észak-Rajna-Vesztfália szíve a Ruhr-vidék. A hatalmas szén- és acélipari régió Németország iparának központja. Bár az ország acélgyártásának többségét a Ruhr-vidék adja, mára már nem egyeduralkodó itt a bányászat és az acélipar. A második világháború után nagy fejlődésnek indult a vegyipar, de jelentőssé vált a textil-, valamint a feldolgozóipar is.
Észak-Rajna-Vesztfáliában található az ország majd minden negyedik ipari üzeme.
Az ipar mellett mezőgazdasága is jelentős, hiszen a tartomány földterületének 78%-a szántó, legelő és erdő; egyes vidékeit az ország legtermékenyebb tájai közé sorolják.
Egyes részein, például Münsterlandban, a Teutoburgi-erdő környékén vagy a délkeleti fekvésű Sauerlandban csak kevés ipari létesítmény található.

## Kultúra és szabadidő
A vidék gazdag kulturális értékekben, műemlékekben és műkincsekben is. Itt található Bonn, amely többek között számos gazdasági tanácskozás és tudományos kongresszus színhelye, emellett zenei élete is igen élénk. Nemzetközi zeneéletének kiemelkedő eseménye a város nagy szülöttének, Ludwig van Beethovennek emlékére a Beethovenhalléban kétévente rendezett ünnepi hangversenysorozat (Beethoven-Fest), és 120-190 különféle hangversenyt szerveznek itt évente.
A régmúlt korok emlékeit gondosan ápolják a tartományban. Hagyományaik, népszokásaik közül mindenekelőtt kiemelkedő a november 11-i Márton napi ünnepség: Márton volt a Merovingok és frankok védőszentje, a Rajna-vidék falvaiban őt ünneplik e nap estéjén vidám felvonulásokkal, lámpás és fáklyás menetekkel. A tartomány minden részén hagyományos népünnepély az úgynevezett "lövészverseny", valamint elsősorban a katolikusok lakta vidékeken a "karnevál". A karneválok központja a Rajna-vidékén Köln, Vesztfáliában Münster.
A tartományban jelentős szerepe van az idegenforgalomnak is, részben nevezetes gyógyfürdői miatt, amelyekben legfőképp Weserbergland gazdag. Sok turistát vonzanak a tartomány erdői, természetvédelmi területei, parkjai és üdülőhelyei. A kirándulókat jól jelzett turistautak sűrű hálózata szolgálja.

### Világörökségi helyszínek
Lásd még: Németország világörökségi helyszínei

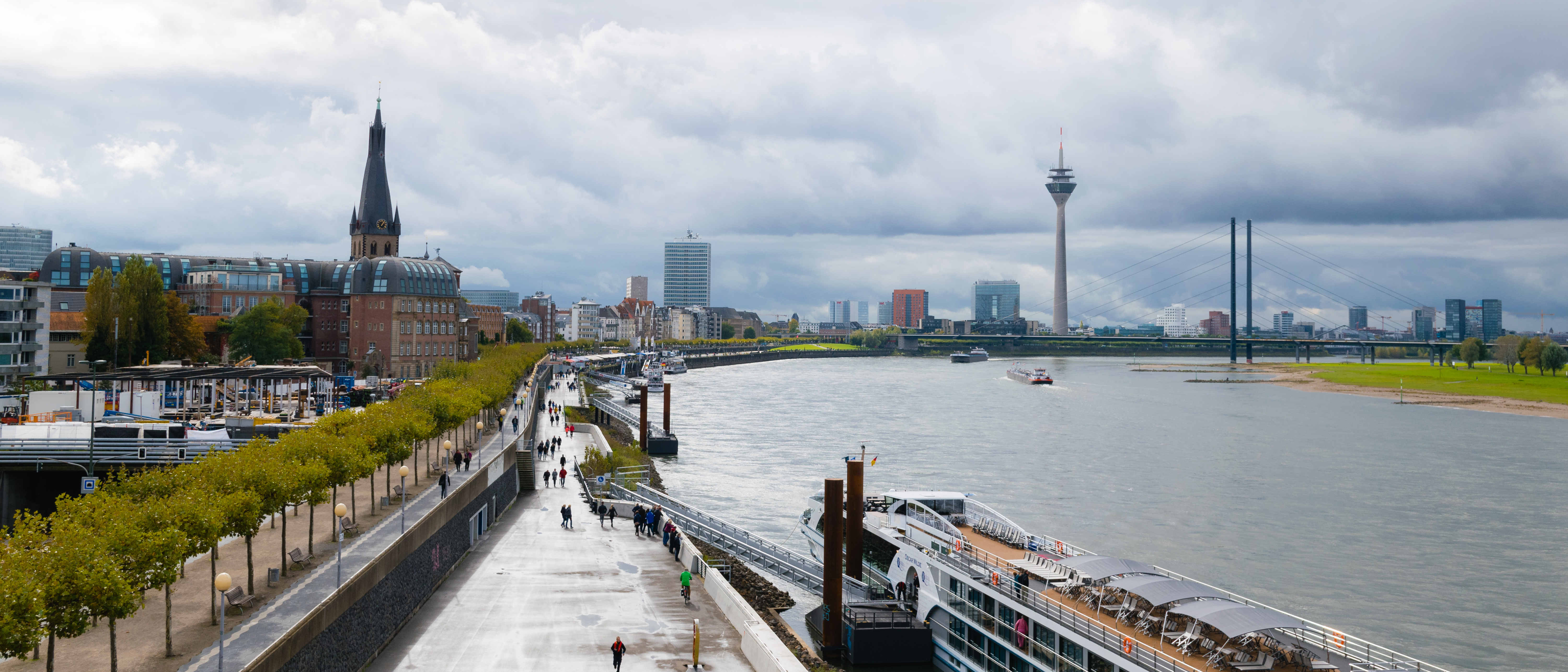
Düsseldorf, a székhely
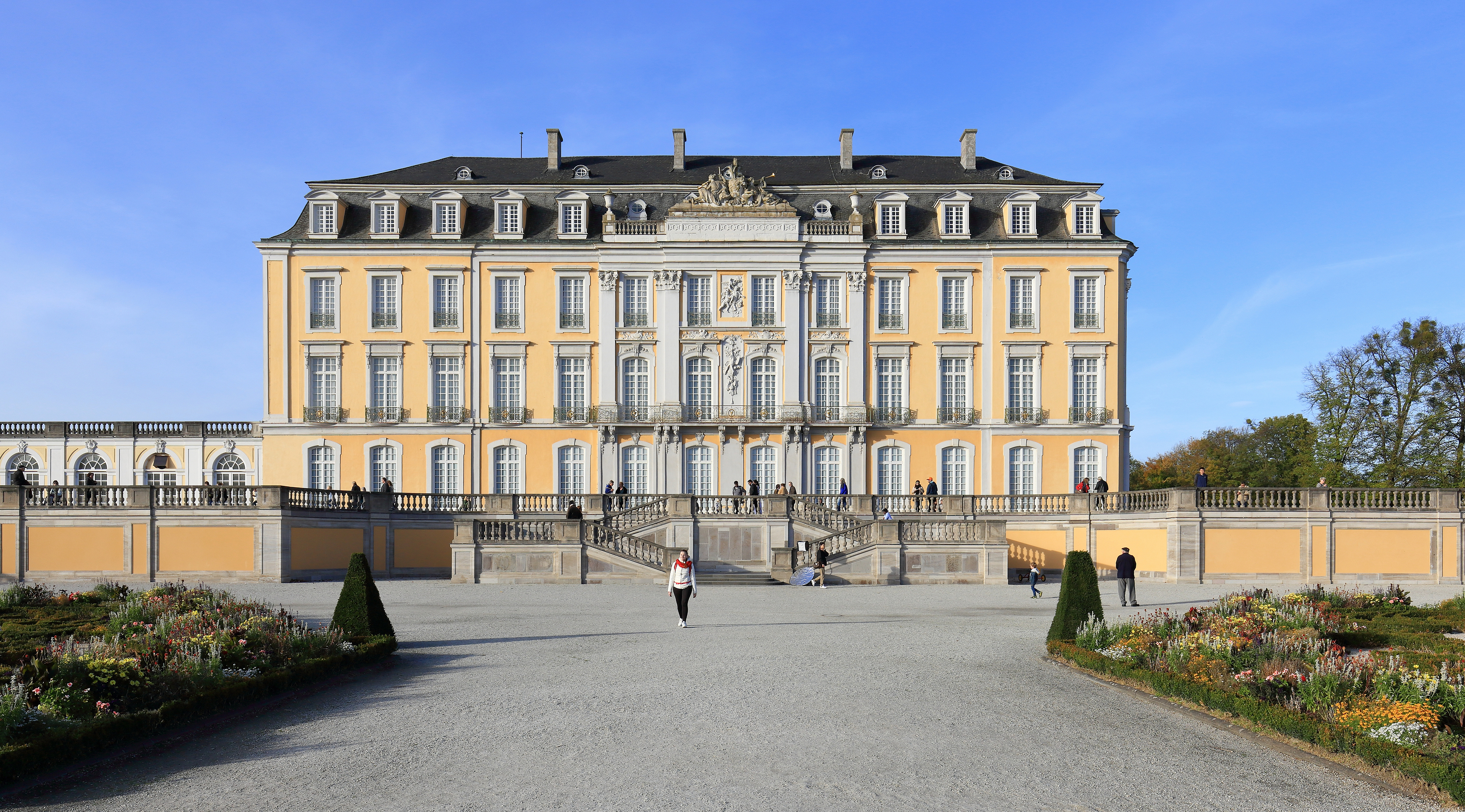
Augustusburg-kastély déli homlokzata Brühlben
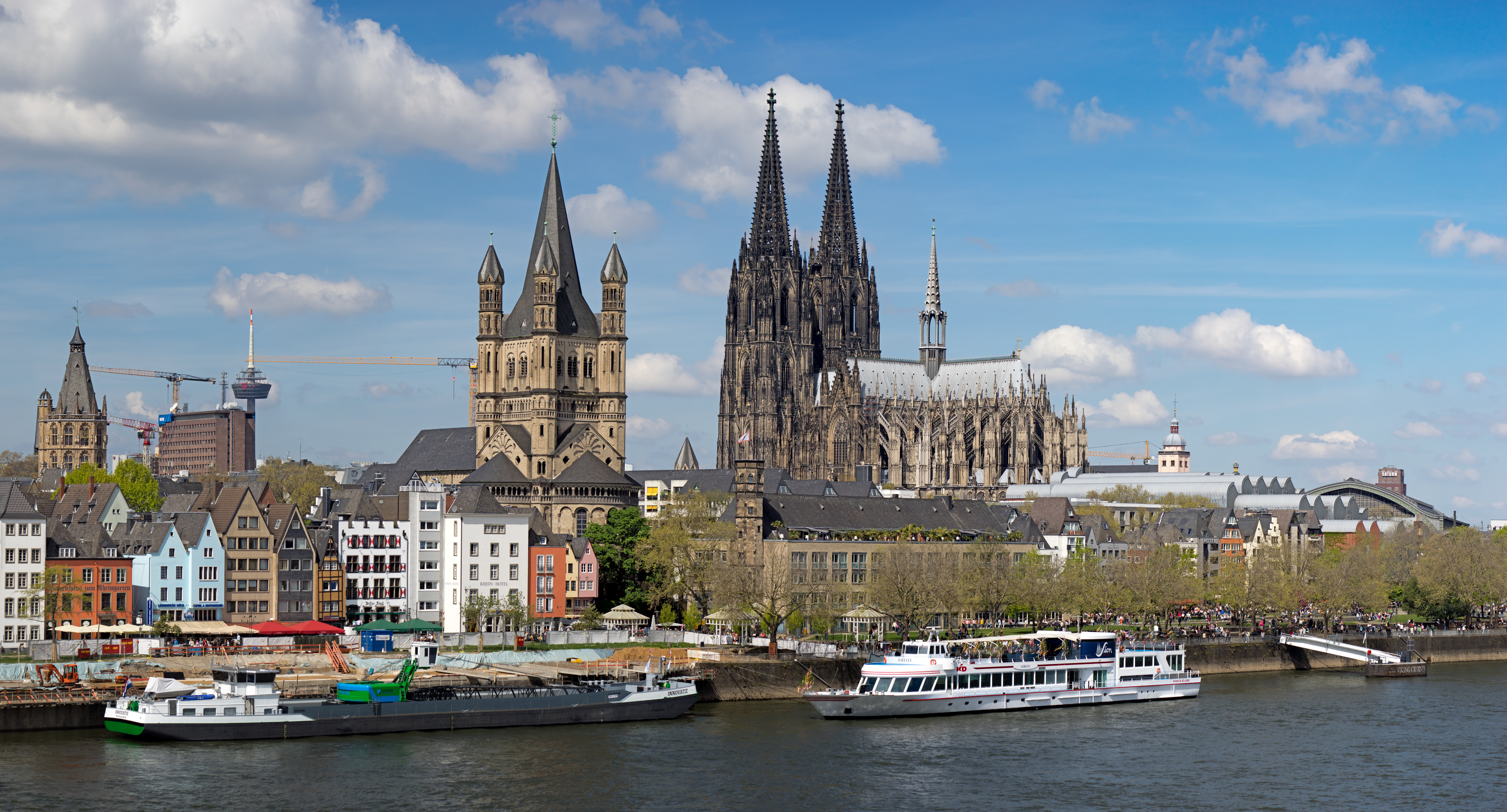
Köln óvárosa a dómmal
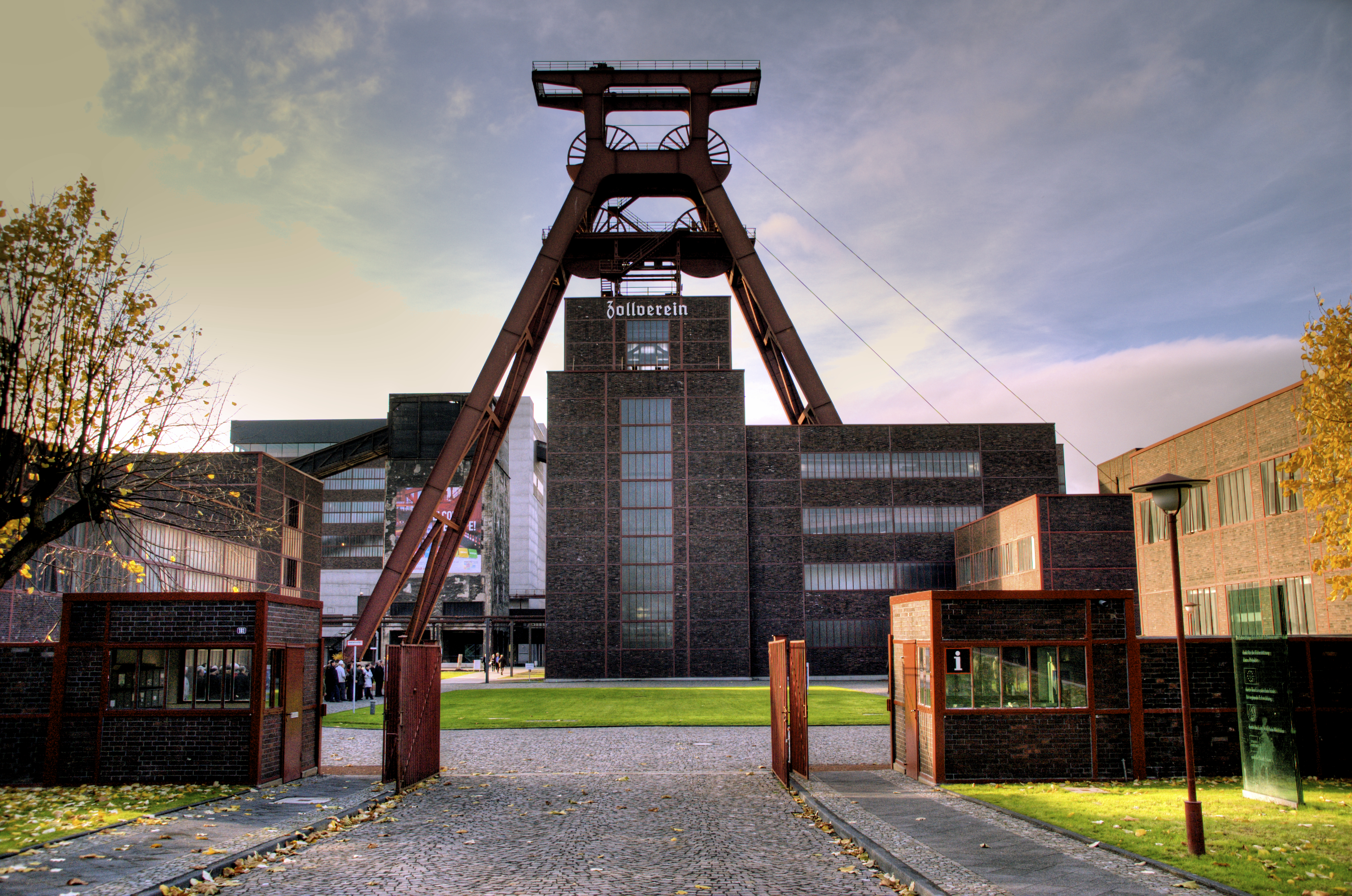
A Zollverein Szénbánya
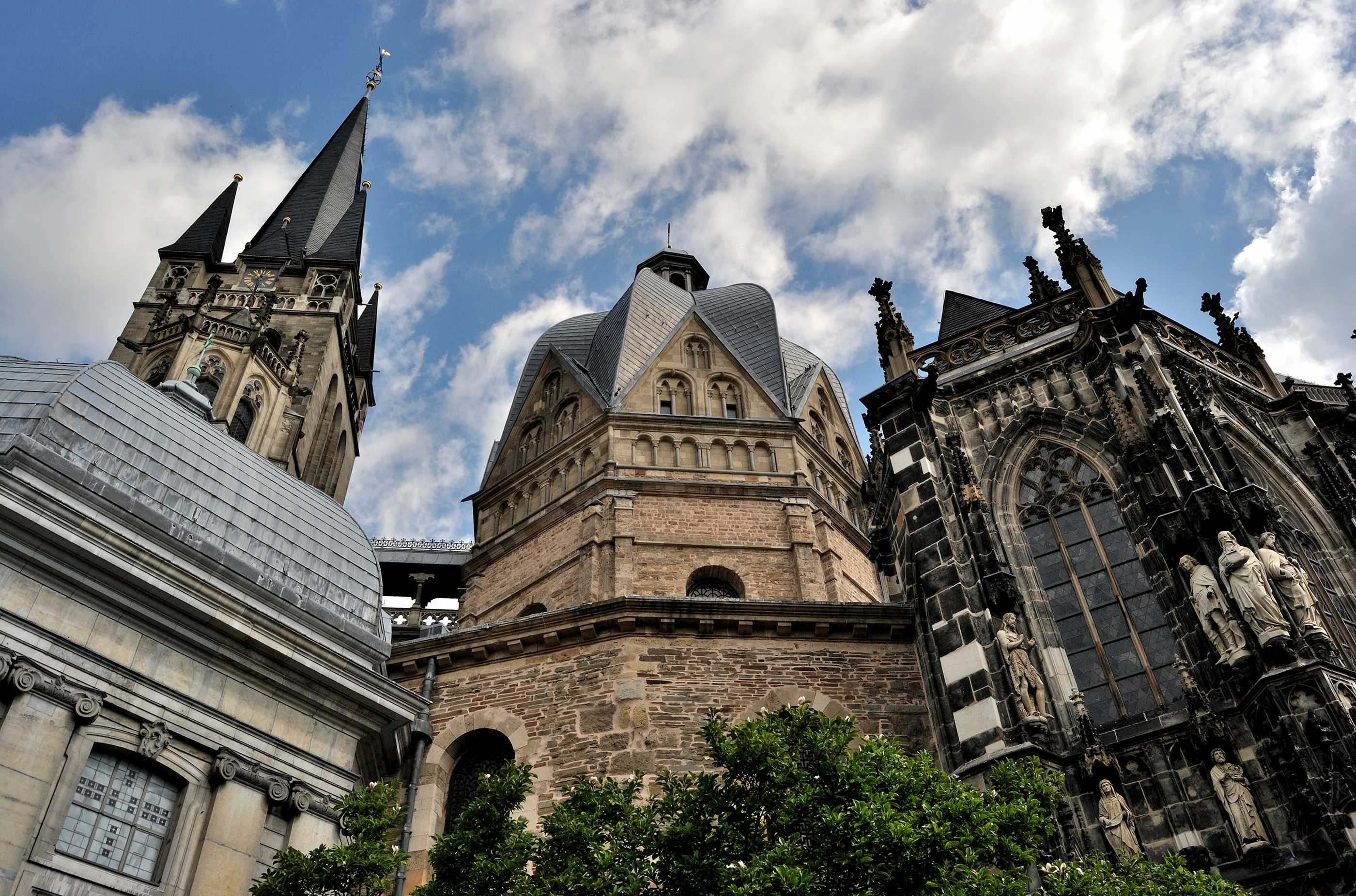
A középkori koronázó dóm Aachenben